# Geometría de curvas y superficies
La geometría diferencial de curvas y superficies o geometría diferencial de Gauss, trata del estudio de curvas y superficies, e incluso objetos de más dimensiones denominados variedades. 
Básicamente, el método consiste en describir las curvas o superficies a estudiar con una función vectorial de unos parámetros, que hacen que un vector se mueva sobre dicha curva al variar el parámetro de forma local.
Hay que tener en cuenta que esto solo es necesario de forma local. Tal y como está expresado el enunciado, puede inducir a pensar que la Geometría Diferencial describe las superficies como una función vectorial de dos parámetros. Esto es falso, puesto que ha de definirse una función vectorial de dos parámetros sobre un abierto para cada punto de la superficie, pudiendo darse el caso en que distintos puntos deban ser representados por funciones distintas sobre abiertos distintos. 
Otro matiz que debe hacerse a la anterior afirmación es el carácter diferenciable de estas funciones, que es lo que distinguiría el estudio de curvas, superficies y variedades que hace la geometría diferencial del que hace la Topología.